# Francisco Macías Nguema
Francisco Macias Ngueme (1. siječnja 1924. – 29. rujna 1979.), prvi predsjednik Ekvatorske Gvineje (1968. – 1979.)
Za vrijeme njegove vladavine njegovu su državu zvali "Afrički Dachau" zato što je tijekom 11 godina njegove okrutne vlasti više od trećine stanovnika pobjeglo u susjedne zemlje. Zabranio je sve stranke koje su postojale prije nezavisnosti, te je jedina legalna postala PUNT(Ujedinjena nacionalna radnička stranka). Uz paravojnu mladež i vojsku, ovo je bio treći stup njegove vlasti. Afrikanizirao je svoje ime u Masie Nguema Biyogo Ñegue Ndong , zahtijevajući da svi stanovnici učine isto.
Godine 1972. proglasio se doživotnim predsjednikom. Njegovi rođaci su kontrolirali elemente represije.
Godine 1979. brutalnost njegova režima privukla je osudu Ujedinjenih naroda. Te iste godine Nguema je dao pogubiti nekoliko čanova vlastite obitelji što je među bliskim mu rođacima izazivalo zabritost zbog možebitnog ludila. 3. kolovoza 1979.  svrgnuo ga je nećak Teodoro Obiang Nguema Mbasogo, koji je dotad bio guverner Bioka i doministar oružanih snaga. Suđeno mu je za genocid te je pogubljen. No, niti jedan domaći vojnik nije sudjelovao u pogubljenju jer se još mislilo da ima magične moći, pa su posao obavili marokanski vojnici. Stvorio je ekstreman kult ličnosti. Danas se njegova vladavina smatra jednim od najgore korumpiranih, kleptokratskih i diktatorskih režima post-kolonijalne Afrike. Uspoređuje ga se s Pol Potom.